# Lakeland Magic 2017-2018
La stagione 2017-18 dei Lakeland Magic fu la 10ª nella NBA D-League per la franchigia.
I Lakeland Magic arrivarono secondi nella Southeast Division con un record di 28-22. Nei play-off persero il primo turno con gli Erie BayHawks (1-0).

## Roster
| N° | Naz.                   | Ruolo | Sportivo           | Anno | Alt. | Peso |
| -- | ---------------------- | ----- | ------------------ | ---- | ---- | ---- |
| 0  | Stati Uniti (bandiera) | A     | Jamel Artis        | 1993 | 201  | 97   |
| 1  | Stati Uniti (bandiera) | A     | Jonathan Isaac     | 1997 | 208  | 95   |
| 2  | Stati Uniti (bandiera) | G     | Caleb White        | 1994 | 201  | 93   |
| 3  | Stati Uniti (bandiera) | G     | Jay Wright         | 1994 | 185  | 77   |
| 6  | Stati Uniti (bandiera) | G     | Alan Anderson      | 1982 | 198  | 100  |
| 7  | Stati Uniti (bandiera) | G     | Kyle Randall       | 1991 | 185  | 84   |
| 9  | Stati Uniti (bandiera) | C     | B.J. Mullens       | 1989 | 213  | 122  |
| 10 | Stati Uniti (bandiera) | G     | Troy Caupain       | 1995 | 193  | 95   |
| 11 | Stati Uniti (bandiera) | G     | John Petrucelli    | 1992 | 193  | 86   |
| 12 | Stati Uniti (bandiera) | GA    | Maverick Rowan     | 1996 | 201  | 100  |
| 15 | Stati Uniti (bandiera) | G     | Rodney Purvis      | 1994 | 193  | 93   |
| 17 | Stati Uniti (bandiera) | A     | Antonio Campbell   | 1994 | 206  | 120  |
| 21 | Stati Uniti (bandiera) | G     | T.J. Price         | 1993 | 193  | 100  |
| 23 | Stati Uniti (bandiera) | A     | Kevin Foster       | 1989 | 203  | 104  |
| 24 | Canada (bandiera)      | A     | Khem Birch         | 1992 | 206  | 95   |
| 25 | Stati Uniti (bandiera) | GA    | Wesley Iwundu      | 1994 | 201  | 93   |
| 33 | Stati Uniti (bandiera) | A     | Adreian Payne      | 1991 | 208  | 108  |
| 34 | Stati Uniti (bandiera) | C     | Xavier Gibson      | 1988 | 211  | 104  |
| 35 | Stati Uniti (bandiera) | G     | Reggis Onwukamuche | 1992 | 208  | 102  |

## Staff tecnico
- Allenatore: Stan Heath
- Vice-allenatori: Mike Winiecki, Joe Barrer, Tony Dukes